# Caecognathia robusta
Caecognathia robusta är en kräftdjursart som först beskrevs av Georg Ossian Sars 1879.  Caecognathia robusta ingår i släktet Caecognathia och familjen Gnathiidae. Inga underarter finns listade i Catalogue of Life.